# Иоганн I Лунен
Иоганн I Лунен (нем. Johannes von Lune или Johann von Lune) — рижский архиепископ с 1273 по 1284 год. Преемник Альберта фон Зуэрбера.

## Избрание
Происхождение Иоганна фон Луне доподлинно неизвестно. Впервые документальные сведения о нём относятся к 1269 году, когда он был назначен на должность келаря в Домской церкви в Риге. Фактически он был хозяйственным управляющим рижской Домской церкви, основанной первым рижским епископом Альбертом Буксгевденом. После кончины Альберта Зуэрбера он был избран его преемником по итогам голосования верховного католического органа власти в Риге — Домского капитула — в 1273 году.

## Официальное рукоположение
Вскоре представители Ливонского ордена и папской курии выразили сомнение в компетентности нового иерарха. Чтобы избежать конфликта, 21 мая 1273 года папа Григорий X дал указание настоятелю цистерцианского монастыря в Дюнамунде, настоятелю доминиканского ордена в Риге и наместника отделения францисканского ордена в Риге проверить должностные качества избранного Иоанна I, после чего официально последовало папское подтверждение того, что новоизбранный руководитель католической иерархии в Ливонии может приступать к исполнению своих обязанностей несмотря на противодействие орденских предводителей. Таким образом, по решению понтифика он был утверждён в должности. Затем он был официально приглашён в Лион, где 5 ноября 1274 года Иоанн фон Луне был рукоположен в сан епископа кардиналом Портo С. Руфина и цистерцианцем Иоанном из Толедо. В 1275 году он отправился обратно в Ригу на место правления через крупный немецкий центр Любек.

## Восстановление привилегий любекских купцов
Известно, что ещё не будучи утверждённым в сане, Иоанн фон Луне выражал стремление освободить вверенное ему Рижское архиепископство от чрезмерной зависимости от германского короля Рудольфа I, который юридически подчинил своему влиянию земли покорённой Ливонии и особенно город Ригу. На тот момент Рига формально не принадлежала администрации архиепископа. В 1275 году Иоанн фон Луне издал указ, по которому были восстановлены привилегии любекских торговцев в Ливонии.

## Переговоры с представителями Намейсиса
В 1279 году в Риге, на территории францисканского монастыря, располагавшегося на участке, примыкающем к современному зданию Малой гильдии, Иоанн фон Луне вёл тайные переговоры с представителями короля и военного предводителя земгалов Намейсиса, активного участника сопротивления немецким крестоносцам и римско-католической верхушке, намеревавшегося осуществить масштабный военный поход всех балтийских племён против завоевателей. В этот момент Намейсис возглавил восстание против орденской власти над территорией исконного проживания земгалов, а момент для восстания был выбран удачно после поражения войск Ливонского ордена от литовского воинства под замком Ашераден (на месте современного латвийского города Айзкраукле). Тогда в ходе бунта и последовавшим за ним военного похода земгалами были пленены некоторые орденские рыцари, отправленные в Литву в качестве трофея. Также Намейсис с воинами отбили нападение ливонских воинов на Добленский замок, а также предприняли смелый и неожиданный бросок на Ригу, который не увенчался успехом, однако в плен был взят ландмаршал Ливонского ордена. Гибкая и продуманная политическая стратегия архиепископа Иоанна I, который во время встречи не дал конкретных обещаний представителям Намейсиса, также в ряду других факторов способствовала неуспеху похода лидера земгалов на Рижскую крепость и существенному улучшению отношений архиепископа с орденскими властями.

## Отношения с Ливонским орденом
В 1283 году он юридически утвердил для епархии Пельплина смену верховной власти — от августинского ордена высшие административные полномочия перешли к Немецкому ордену. В целом он поддерживал дружеские отношения с ливонским отделением Братства Христова на протяжении всего периода своего епископства; между ним и орденскими начальниками практически не возникало конфликтных ситуаций и военных действий.
Иоанн I фон Луне скончался в 1284 году на территории Ливонии. Место смерти и погребения неизвестны. Его преемником стал Иоганн II Фехта.